# Dozin’ at the Knick
Dozin’ at the Knick ist ein Live-Dreifachalbum der Band Grateful Dead.

## Geschichte
Die Songs des Albums wurden in der Knickerbocker Arena in Albany, New York aufgenommen. Dabei wurden Aufnahmen aus drei hintereinander folgenden Shows vom 24. – 26. März 1990 verwendet. Am 29. Oktober 1996 wurde das Album vom eigenen Label Grateful Dead Records und vom Label Arista veröffentlicht. Damit ist es das erste Album seit Grayfolded, welches nicht ausschließlich vom eigenen Label vertrieben wurde.
Zum Zeitpunkt des Konzertes stand Grateful Dead noch unter dem Vertrag von Arista, so dass sie Rechte an der Vermarktung der Songs hatte. Aus derselben Konzertreihe stammt das Album Without a Net (1990), auf dem jedoch Songs von verschiedenen Konzerten von Oktober 1989 bis April 1990 enthalten sind, und das Album Terrapin Station (Limited Edition) (1997), welches während einer Show am 15. März 1990 in Capital Centre in Landover, Maryland aufgenommen wurde.
Für das Album wurde das komplette zweite Set vom 24. März, die zweite Hälfte des zweiten Sets vom 25. März und den Großteil des ersten Sets vom 26. März. Allgemein gilt die Show vom 24. als der beste der drei Auftritte. Dies gilt insbesondere für Mud Love Buddy Jam. Der Song ist eine verfremdete und eigenständige Version von Your Mind Has Left Your Body, geschrieben von Paul Kantner (Jefferson Airplane).

## Aufnahmedaten
- CD 1
  - Song 4 vom 24. März
  - Song 5–7 vom 25. März
  - Song 1–3 und 8–9 vom 16. März
- CD 2 komplett vom 24. März
- CD 3
  - Song 1–6 vom 24. März
  - Song 7–11 vom 25. März
  - Song 12 vom 26. März

## Titelliste

### CD 1
1. Hell in a Bucket (Barlow, Mydland, Weir) – 6:08
2. Dupree’s Diamond Blues (Hunter, Garcia) – 5:36
3. Just A Little Light (Barlow, Mydland) – 4:45
4. Walkin’ Blues (Johnson, Weir) – 6:11
5. Jack-A-Roe (traditionelles Lied) – 4:14
6. Never Trust A Woman (Mydland) – 7:06
7. When I Paint My Masterpiece (Bob Dylan) – 5:02
8. Row Jimmy (Hunter, Garcia) – 10:26
9. Blow Away (Barlow, Mydland) – 11:14

### CD 2
1. Playing in the Band (Hunter, Hart, Weir) – 10:08
2. Uncle John’s Band (Hunter, Garcia) – 10:01
3. Lady With A Fan (Hunter, Garcia) – 6:35
4. Terrapin Station (Hunter, Garcia) – 6:45
5. Mud Love Buddy Jam (Grateful Dead) – 7:53
6. Drums (Hart, Kreutzmann) – 9:41
7. Space (Garcia, Lesh, Weir) – 9:39

### CD 3
1. Space (Garcia, Lesh, Weir) – 1:03
2. The Wheel (Hunter, Garcia) – 4:45
3. All Along the Watchtower (Dylan) – 7:45
4. Stella Blue (Hunter, Garcia) – 8:32
5. Not Fade Away (Buddy Holly, Norman Petty) – 7:24
6. We Bid You Goodnight (traditionelles Lied) – 2:21
7. Space (Garcia, Lesh, Mydland, Weir) – 1:31
8. I Will Take You Home (Mydland) – 4:17
9. Going Down the Road Feeling Bad (traditionelles Lied) – 6:59
10. Black Peter (Hunter, Garcia) – 9:08
11. Around & Around (Chuck Berry) – 5:57
12. Brokedown Palace (Hunter, Garcia) – 5:20

## Kommerzieller Erfolg

### Chartplatzierungen
| ChartsChartplatzierungen       | Höchstplatzierung | Wochen |
| ------------------------------ | ----------------- | ------ |
| Vereinigte Staaten (Billboard) | 74 (4 Wo.)        | 4      |

### Auszeichnungen für Musikverkäufe
| Land/Region               | Auszeichnungen für Musikverkäufe (Land/Region, Auszeichnung, Verkäufe) | Verkäufe |
| ------------------------- | ---------------------------------------------------------------------- | -------- |
| Vereinigte Staaten (RIAA) | Gold                                                                   | 500.000  |
| Insgesamt                 | 1× Gold ·                                                              | 500.000  |